# Limbach (Westerwald)
Limbach ([ˈlɪmˌbax] ) ist eine Ortsgemeinde im Westerwaldkreis in Rheinland-Pfalz. Die landwirtschaftlich strukturierte Wohngemeinde gehört der Verbandsgemeinde Hachenburg an. Limbach ist ein staatlich anerkannter Erholungsort.

## Geographische Lage
Der Ort liegt auf 250 m Höhe im Westerwald zwischen Limburg an der Lahn und Siegen, sechs Kilometer von Hachenburg entfernt im Tal der Kleinen Nister im Natur- und Landschaftsschutzgebiet Kroppacher Schweiz, unmittelbar am Fernwanderweg Westerwaldsteig. Die Nachbarorte sind Heimborn im Westen, Atzelgift im Osten, Astert im Süden und Heuzert im Südwesten des Ortes. Südlich liegt der Aßberg (327 m).

## Geschichte
Limbach wurde in einer Schenkungsurkunde im Jahre 1346 erstmals urkundlich erwähnt, dürfte jedoch als Ort mit der Endung -bach wesentlich älter sein. Der Name des Ortes leitet sich von dem innerhalb der Ortschaft in die Kleine Nister fließenden Lehmbach ab. Wirtschaftliche Bedeutung hatten in früherer Zeit die Dachschiefergrube Assberg und die Limbacher Mühle. Im Jahr wird diese Grube erstmals erwähnt. 1802 wird eine vorindustrielle Drahtzieherei im Ort erwähnt, 1805 ein zweiter. Das Gewerbe wird letztmals 1838 erwähnt. Von 1818 bis 1835 wurde ein Walzwerk für Eisenbleche betrieben, 1850 eine Knochenmühle. Limbach hatte 1579 zwölf Häuser, 1653 acht Feuerstätten, 1714 25 Mann, 1760 130 und 1818 107 Einwohner.
Das Dorf Limbach gehörte zum Kirchspiel Kroppach und bis Ende des 18. Jahrhunderts landesherrlich zur Grafschaft Sayn. Die Einwohner wurden nach der Einführung der Reformation in der Grafschaft Sayn erst lutherisch und später reformiert. Nach der Landesteilung der Grafschaft Sayn im 17. Jahrhundert gehörte Limbach zur Grafschaft Sayn-Hachenburg.
1799 ging die Grafschaft auf dem Erbweg an die Fürsten von Nassau-Weilburg. Im Zusammenhang mit der Bildung des Rheinbundes kam die Region und damit auch Limbach 1806 an das neu errichtete Herzogtum Nassau. Unter der nassauischen Verwaltung war Limbach dem Amt Hachenburg zugeordnet. Nach der Annexion des Herzogtums Nassau, kam der Ort 1866 an das Königreich Preußen und gehörte von 1868 an zur Provinz Hessen-Nassau und zum Oberwesterwaldkreis. Seit 1946 ist Limbach Teil des Landes Rheinland-Pfalz.
Bevölkerungsentwicklung
Die Entwicklung der Einwohnerzahl von Limbach, die Werte von 1871 bis 1987 beruhen auf Volkszählungen:
| Jahr | Einwohner |
| ---- | --------- |
| 1815 | 107       |
| 1835 | 133       |
| 1871 | 134       |
| 1905 | 241       |
| 1939 | 325       |

| Jahr | Einwohner |
| ---- | --------- |
| 1950 | 304       |
| 1961 | 351       |
| 1970 | 410       |
| 1987 | 386       |
| 1997 | 418       |

| Jahr | Einwohner |
| ---- | --------- |
| 2005 | 395       |
| 2011 | 445       |
| 2017 | 414       |
| 2023 | 419       |

## Politik

### Bürgermeister
Manfred Brenner wurde im Juni 2024 zum Ortsbürgermeister von Limbach gewählt.
Sein Vorgänger war Ralph Hilger seit 2019. Da bei der Direktwahl am 26. Mai 2019 kein Bewerber angetreten war, erfolgte die Wahl gemäß Gemeindeordnung durch den Rat.
Dessen Vorgänger Klaus Sassmannshausen hatte das Amt 15 Jahre ausgeübt.

### Wappen
| Wappen von Limbach | Blasonierung: „Im von Silber und Blau gespaltenen Schild schräglinks eine Wellenleiste, in der Mitte überdeckt von einer zweibogigen Brücke, beide in verwechselten Farben. Vorn oben ein blaues Mühlrad. Hinten unten schränglinks ein silberner Schieferhammer.“ |
| Wappen von Limbach | |

## Kultur und Sehenswürdigkeiten

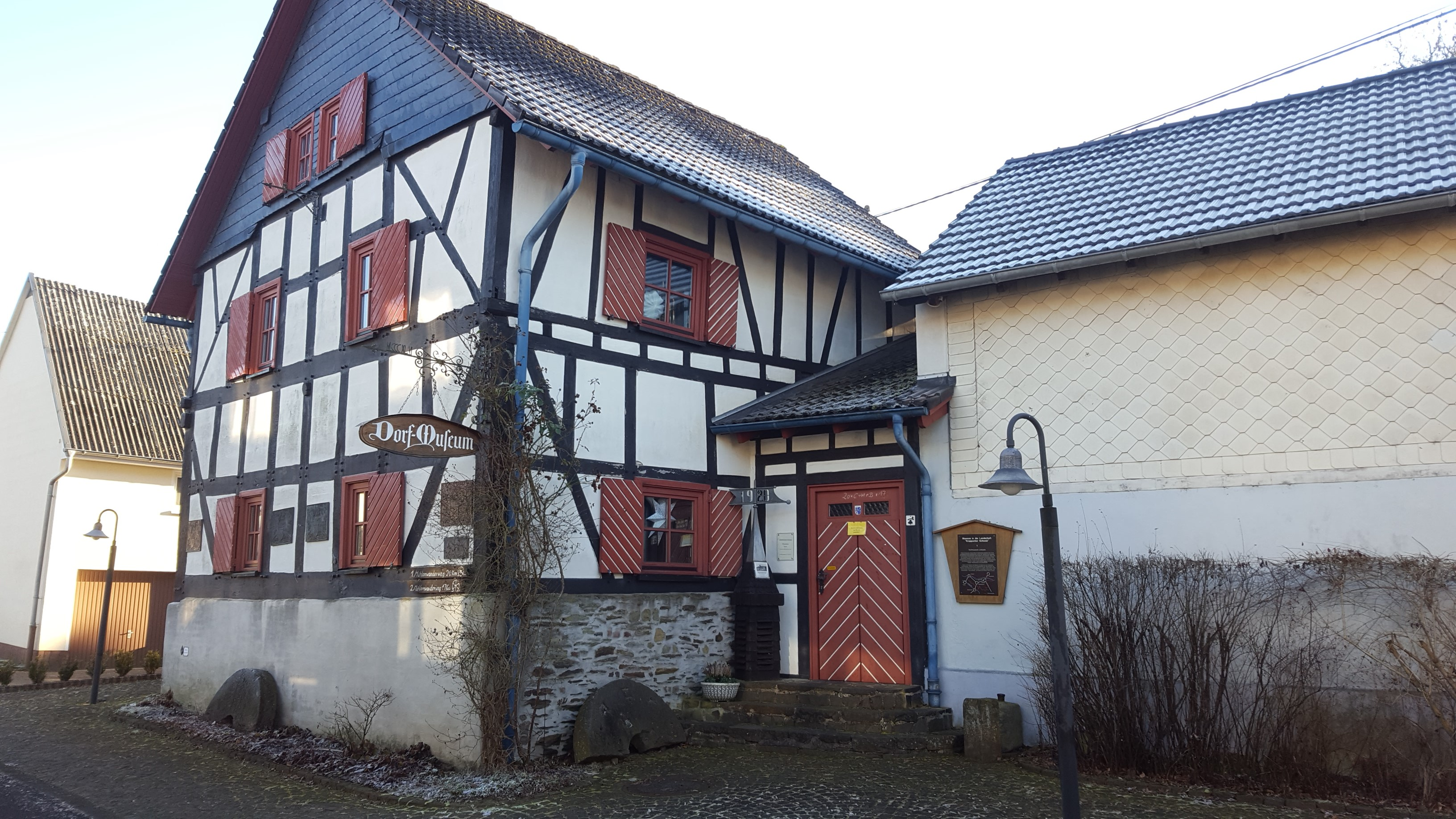
Dorfmuseum

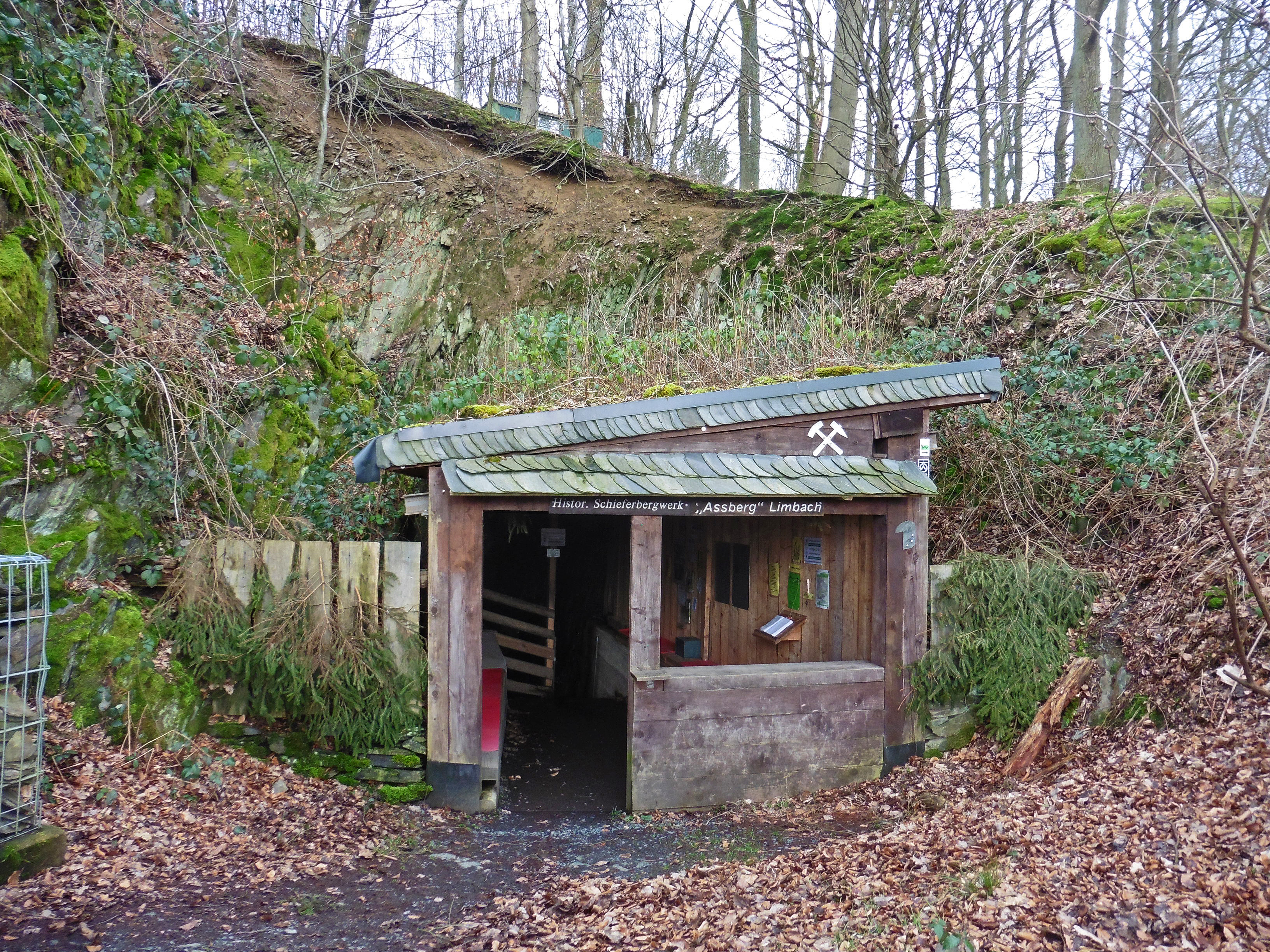
Dachschiefergrube Assberg

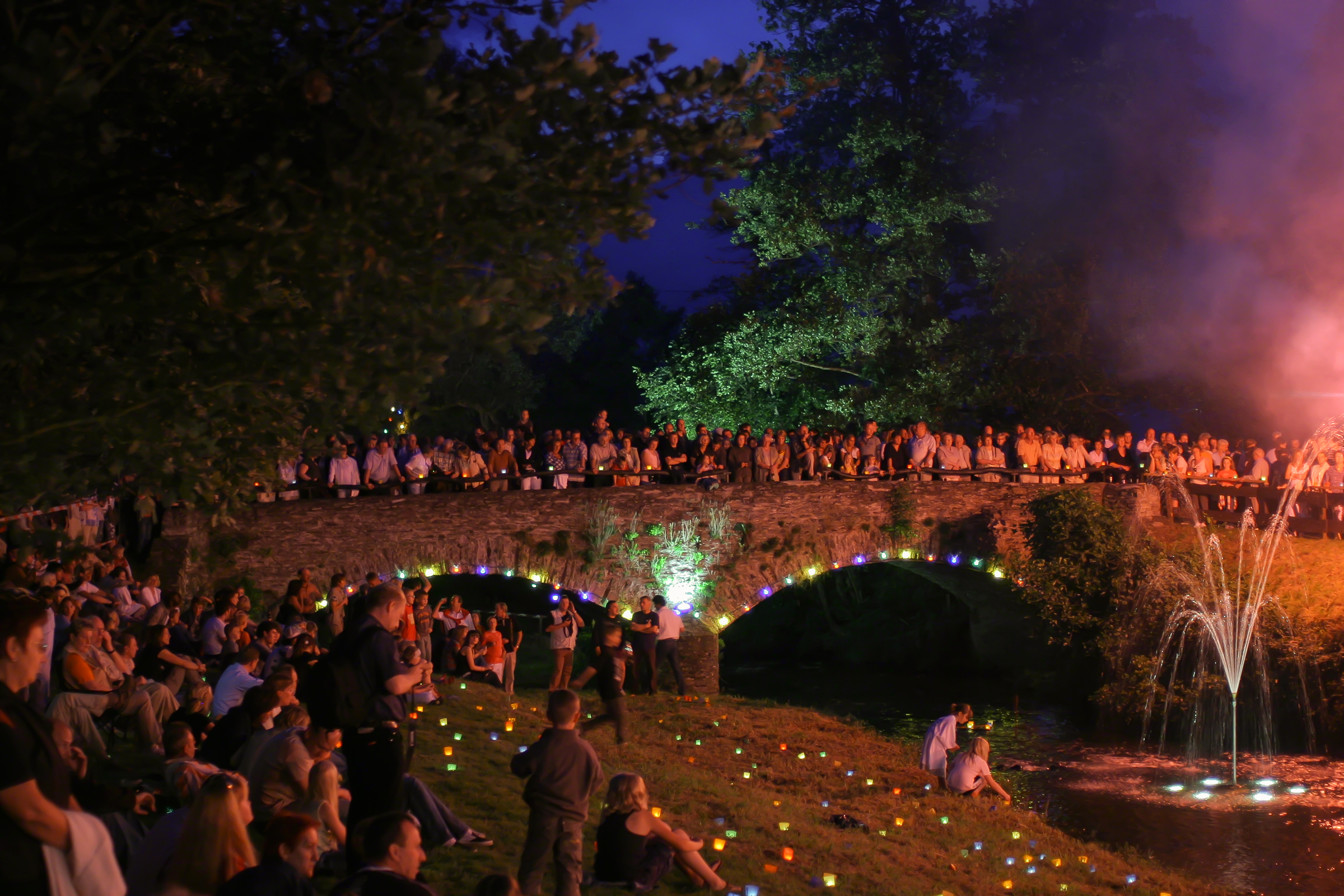
Die alte Steinbogenbrücke während des Brückenfestes

### Museum
In Limbach wird seit 1987 in einer alten Scheune das Dorfmuseum Limbach betrieben. Über tausend Exponate zur Heimatgeschichte werden vorgestellt.

### Sehenswürdigkeiten
Südlich des Orts liegt die mittelalterliche Dachschiefergrube Assberg, die 1548 in einer Verleihungsurkunde des Klosters Marienstatt erstmals urkundlich erwähnt wurde. In ihr wurden zunächst im Tagebau, später auch unter Tage, Schieferplatten abgebaut und zu Dachschiefern weiter verarbeitet. Mit Schiefer aus der Grube Assberg ist u. a. das Schloss Hachenburg und das Kloster Marienstatt gedeckt. Heute ist die Dachschiefergrube zu einem frei zugänglichen Besucherbergwerk ausgebaut. Es liegt direkt am Westerwaldsteig.
Ebenfalls am südlichen Ortsrand liegt der Felsen Hohe Ley (270 m ü. NHN).
Das Wahrzeichen von Limbach ist die Steinbogenbrücke über die Kleine Nister. Sie wurde 1871 aus Bruchsteinen erbaut, als ihre Vorgängerin, eine Holzbrücke, teilweise schon eingestürzt war. Die Baukosten lagen bei 1467 Gulden, wobei die Gemeinde einen Zuschuss von 1208 Gulden erhielt. Die Brücke wurde 1978 saniert und gilt als erhaltenswertes Baudenkmal. 

### Regelmäßige Veranstaltungen
- An der Steinbogenbrücke findet seit 1971 jährlich jeweils am zweiten Samstag im Juli das Brückenfest statt. Zu diesem Sommernachtsfest kommen mittlerweile mehrere tausend Besucher in den kleinen Ort.
- Der Kräutermarkt in Limbach findet regelmäßig alle zwei Jahre am dritten Sonntag im August statt und ist der größte und einzigartige Naturmarkt im Westerwald. Er wird seit 1985 ehrenamtlich von der Limbacher Dorfgemeinschaft durchgeführt. Alle Einnahmen kommen den Westerwälder-Sorgenkindern zugute.

## Wirtschaft und Infrastruktur

### Verkehr
Südlich des Ortes verläuft die Bundesstraße 414, die von Hohenroth nach Hachenburg führt. Die nächsten Autobahnanschlussstellen sind Siegen, Wilnsdorf und Herborn an der A 45 (Dortmund–Gießen). Die nächsten Anschlussstellen an die A 3 (Köln–Frankfurt am Main) sind Montabaur und in Ransbach-Baumbach. Der nächstgelegene ICE-Halt ist der Bahnhof Montabaur an der Schnellfahrstrecke Köln–Rhein/Main.

## Söhne und Töchter des Ortes
- Guido Becker (1915–1993), Zisterzienser und Abt von Val-Dieu (Belgien) 1974–1992